# Mário Bližňák
Mário Bližňák (* 3. März 1987 in Trenčín, Tschechoslowakei) ist ein ehemaliger slowakischer Eishockeyspieler, der für die Vancouver Canucks sechs Partien in der National Hockey League absolvierte und darüber hinaus viele Jahre in der American Hockey League, der Kontinentalen Hockey-Liga (KHL) und der tschechischen Extraliga verbrachte. Mit der Slowakei nahm er an vier Weltmeisterschaften teil. Dabei gewann er 2012 die Silbermedaille.

## Karriere
Bližňák begann seine Karriere in seinem Heimatland beim HK Spartak Dubnica. Dort spielte er in der Saison 2004/05 auch zum ersten Mal bei den Profis. Mit 18 Jahren wechselte der Center im Herbst 2005 nach Nordamerika zu den Vancouver Giants, die ihn beim CHL Import Draft in der ersten Runde als insgesamt 27. Spieler gezogen hatten, in der Western Hockey League. Wenige Monate zuvor hatten ihn die Vancouver Canucks im NHL Entry Draft 2005 in der siebten Runde an 205. Position ausgewählt. Insgesamt spielte Bližňák drei Jahre bei den Giants und gewann im Jahr 2006 den President’s Cup und ein Jahr später den Memorial Cup mit dem Team.
Ab Sommer 2008 spielte der Slowake bei den Manitoba Moose, dem Farmteam der Vancouver Canucks. Mit den Moose scheiterte er in der Saison 2008/09 erst im Finale um den Calder Cup an den Hershey Bears. Die reguläre Saison hatte er mit der Mannschaft als punktbestes Team der Liga abgeschlossen, wodurch das Franchise erstmals in seiner Geschichte die Macgregor Kilpatrick Trophy erhalten hatte. Während der folgenden Spielzeit debütierte der Slowake für die Vancouver Canucks in der National Hockey League, wobei Bližňák in zwei Partien auf dem Eis stand und punkt- und straflos blieb. Auch in der Spielzeit 2010/11 ging der Stürmer vorwiegend für die Manitoba Moose aufs Eis, wobei der Linksschütze im Saisonverlauf auch zu vier Einsätzen für die Vancouver Canucks kam und sein erstes Tor in der NHL erzielte. Im Juni 2011 erhielt er einen Kontrakt beim HC Sparta Prag aus der tschechischen Extraliga.
Zwischen Mai 2012 und Dezember 2014 stand Bližňák beim HC Slovan Bratislava in der Kontinentalen Hockey-Liga (KHL) unter Vertrag und kam dabei in 124 KHL-Partien auf 31 Scorerpunkte, davon 14 Tore. Im Dezember 2014 kehrte er in die Extraliga zurück, als er an den  HC Škoda Plzeň  abgegeben wurde. Für diesen spielte er bis zum Ende der Saison 2015/16, war anschließend zwei Jahre bei den Bílí Tygři Liberec und eine Saison beim HK Dukla Trenčín aktiv, ehe er im Oktober 2019 seine Karriere beendete.

### International
Bližňák spielte für die Slowakei bei der U18-Junioren-Weltmeisterschaft 2005 und der U20-Junioren-Weltmeisterschaft 2007. In beiden Turnieren erzielte er in jeweils sechs Spielen ein Tor.
Mit der Herren-Nationalmannschaft  nahm er an den Weltmeisterschaften 2012, als die Slowaken Silber gewannen, 2013, 2015 und 2017 teil.

## Erfolge und Auszeichnungen
- 2006 President’s-Cup-Gewinn mit den Vancouver Giants
- 2007 Memorial-Cup-Gewinn mit den Vancouver Giants
- 2017 Tschechischer Vizemeister mit den Bílí Tygři Liberec

### International
- 2012 Silbermedaille bei der Weltmeisterschaft

## Statistik
(Stand: Ende der Saison 2018/19)